# Morice River
Morice River är ett vattendrag i Kanada.   Det ligger i provinsen British Columbia, i den centrala delen av landet, 3 700 km väster om huvudstaden Ottawa.
I omgivningarna runt Morice River växer i huvudsak barrskog. Runt Morice River är det glesbefolkat, med 19 invånare per kvadratkilometer.